# Leif Målberg
Leif Målberg (1 de setembro de 1945) é um ex-futebolista sueco que atuava como zagueiro.

## Carreira
Målberg competiu na Copa do Mundo de 1970, sediada no México, na qual a seleção de seu país terminou na nona colocação dentre os 16 participantes.